# Ryan Paris
Pour les articles homonymes, voir Paris (homonymie).
 (novembre 2014).
Si vous disposez d'ouvrages ou d'articles de référence ou si vous connaissez des sites web de qualité traitant du thème abordé ici, merci de compléter l'article en donnant les références utiles à sa vérifiabilité et en les liant à la section « Notes et références ».
Fabio Roscioli, dit Ryan Paris, né le 12 mars 1953 à Rome, est un chanteur, compositeur et producteur, guitariste et acteur italien.
Il est célèbre pour la chanson Dolce Vita (1983), qui a connu un succès international. Il est un pionnier de l'italo disco, vague musicale qui déferle à partir de l'Italie, début des années 1980, puis dans le monde entier, et surtout en Europe, en étant le producteur de nombreux groupes éphémères.

## Biographie
En 1983, Ryan Paris connaît un succès international avec son titre Dolce Vita, tube composé par Pierluigi Giombini. Le clip est tourné à Paris. Il sort d'autres chansons jusqu'au début des années 1990 et collabore durant les années 1990-2000 avec des groupes comme No Mercy (en), Culture Beat, Snap, etc.
Les instruments qu'il affectionne sont les boîtes à rythmes, et les synthétiseurs (dont celui de marque Roland).
En 2010, la chanson, écrite et coproduite par lui-même, I Wanna Love You Once Again devient un cult hit dans le monde de l'Italodance et sa carrière repart assez fort.
En 2013, il double son nouveau succès avec la chanson Sensation of Love chantée avec Valerie Flor et aussi avec la version en espagnol de I Wanna Love You Once Again qui s'appelle Yo Quiero Amarte Una Vez Mas.
En 2017, il revient avec le numéro un en Espagne et iTunes grâce au remix de Dolce Vita produit par Jordi Cubino, chanson qui fait partie du CD La Marato 2017 : l'argent provenant de la vente de ce CD a été dévolu à l'étude de maladies humaines importantes.
En 2018, Ryan a préparé le Dolce Vita Show qui le voit sur scène en chantant les plus beaux tubes des années 1980, et naturellement Dolce Vita.

## Discographie

### Albums studio
- 1984 : Ryan Paris
- 2004 : Let's Do It Together
- 2005 : Don't Let Me Down
- 2016 : You Are My Life
- 2018 : Sensation of Love

### Compilations
- 2002 : The Best Of
- 2000 : I Successi
- 2002 : Best Of
- 2004 : Dolce Vita (2 CDs)

### Singles
- 1983 : Dolce Vita
- 1984 : Fall in Love
- 1984 : Paris on My Mind
- 1984 : Bluette
- 1985 : Harry’s Bar
- 1988 : Besoin d'amour
- 1990 : Dolce Vita (Ben Liebrand Remix)
- 1992 : The Beat Goes On
- 1993 : Don't Let Me Down
- 1994 : Mr. Jones
- 1995 : It’s My Life (Gen 64 feat. Ryan Paris)
- 1997 : Only for You (Favilli feat. Ryan Paris)
- 1999 : Dolce Vita ’99
- 2010 : I Wanna Love You Once Again
- 2010 : In Love Again
- 2011 : Tiki–Tiki–Tiki
- 2012 : Parisienne Girl
- 2013 : Sensation of Love
- 2013 : Yo quiero amarte una vez más
- 2015 : Together Again
- 2016 : It's My Life
- 2017 : Dolce vita la marato (Jordi Cubino Version)
- 2017 : Buonasera Dolce Vita (feat. Mauro)
- 2018 : Can Delight (duo avec George Aaron)
- 2020 : I Love You, Je t'aime

## Filmographie

### Longs métrages
- 1975 : La Baby-Sitter de René Clément
- 1978 : La Bataille des étoiles (Battaglie negli spazi stellari) d'Alfonso Brescia
- 1978 : La Guerre des robots (La guerra dei robot) d'Alfonso Brescia (non crédité)
- 1984 : Il était une fois en Amérique (Once Upon a Time in America) de Sergio Leone : le client clandestin (non crédité)

### Téléfilm
- 1982 : La bella Otero de José María Sánchez